# Na Yungang
Na Yungang (chinesisch 那云刚, Pinyin Nà Yúngāng; * 1. August 1992) ist ein ehemaliger chinesischer Eishockeyspieler, der zuletzt bis 2017 bei der Mannschaft aus Harbin in der chinesischen Eishockeyliga spielte.

## Karriere
Na Yungang begann seine Karriere als Eishockeyspieler in einer Amateurmannschaft aus Harbin, für die er seit 2009 in der chinesischen Eishockeyliga spielte. 2013 wechselte er zu China Dragon, der einzigen chinesischen Profimannschaft, für die er in der Asia League Ice Hockey spielte. Nach nur einem Jahr dort, kehrte er zum Amateurteam aus Harbin zurück, wo er 2017 seine Karriere beendete.

### International
Für China nahm Na Yungang im Juniorenbereich an der U18-Weltmeisterschaft 2010 sowie der U20-Junioren-Weltmeisterschaft 2012 jeweils in der Division III teil. Zudem vertrat er seine Farben 2012 beim U20-Turnier des IIHF Challenge Cup of Asia.
Sein Debüt in der Chinesischen Herren-Auswahl gab der Verteidiger bei der Weltmeisterschaft der Division II 2015, als ihm mit der Mannschaft aus dem Reich der Mitte der Aufstieg aus der B- in die A-Gruppe gelang. Zudem vertrat er seine Farben bei der Olympiaqualifikation für die Winterspiele in Pyeongchang 2018 und bei den Winter-Asienspielen 2017.

## Erfolge und Auszeichnungen
- 2010 Aufstieg in die Division II bei der U18-Weltmeisterschaft der Division III, Gruppe A
- 2015 Aufstieg in die Division II, Gruppe A, bei der Weltmeisterschaft der Division II, Gruppe B

## Asia-League-Statistik
(Stand: Ende der Saison 2013/14)